# Powerball (lotteria)
Il Powerball è una lotteria statunitense che si può giocare in 45 stati federati su 50 (non partecipano Alabama, Alaska, Hawaii, Mississippi, Nevada), nel Distretto di Columbia, a Porto Rico e nelle Isole Vergini statunitensi. È coordinata dalla Multi-State Lottery Association (MUSL), un'organizzazione non a scopo di lucro composta da un accordo con le lotterie statunitensi.
Il jackpot di partenza del Powerball è fissato a 40 milioni di dollari; in caso di vincita, il montepremi può essere incassato con rate annuali per 30 anni oppure in un'unica soluzione. In quest'ultimo caso, però, la somma effettivamente incassata sarà minore di quella dilazionata in 30 anni, sia per la variazione del valore del denaro nel tempo, sia per la tassazione maggiore di un'unica enorme somma di denaro rispetto a 30 più piccole.
Le estrazioni del Powerball si tengono ogni lunedì, mercoledì e sabato sera alle 22:59 EST.
A partire dal 7 ottobre 2015, per vincere il gioco bisogna indovinare 5 numeri su 69 (estratti tra altrettante palline bianche) più un numero su 26 (estratto tra altrettante palline rosse, denominate Powerballs); da ciò ne consegue che la probabilità di vincita del premio massimo è di 1 su 292.201.338, dato dal seguente calcolo matematico:
{\displaystyle {69 \choose 5}\cdot {26 \choose 1}={\frac {69!}{64!5!}}\cdot {\frac {26!}{25!1!}}={\frac {69\cdot 68\cdot 67\cdot 66\cdot 65\cdot 26}{5\cdot 4\cdot 3\cdot 2\cdot 1}}=292.201.338}
Ogni giocata costa 2 dollari (3$ se si seleziona l'opzione Power Play, che consente di moltiplicare le vincite dei premi minori); originariamente, il costo della giocata era di 1 dollaro (2$ con l'opzione Power Play). Le ricevitorie possono accettare le giocate fino ad un'ora prima dell'inizio dell'estrazione (in alcuni stati anche 2 ore prima). Solitamente le estrazioni vengono effettuate nello studio della Florida Lottery a Tallahassee.
L'8 Novembre 2022, la lotteria Powerball ha stabilito il record mondiale di una singola vincita ad una lotteria; il jackpot da 2.04 miliardi di dollari è stato vinto con un biglietto venduto ad Altadena, California.